# Trigésima segunda proposição de Euclides

Os ângulos a, b, e c são ângulos internos, o ângulo d é externo

A trigésima segunda proposição de Euclides pode ser dividida duas partes:
- 1ª: A soma de dois ângulos internos de um triângulo é igual ao ângulo externo oposto. (teorema do ângulo externo de um triângulo)
- 2ª: A soma dos ângulos internos de um triângulo é igual a dois ângulos retos (180°). (teorema da soma dos ângulos internos de um triângulo) [1][2]Essa proposição é a recíproca do postulado das paralelas.

## Demonstração
A demonstração da 32º  Proposição de Euclides. Pode ser encontrada no livro  Os elementos de Euclides.
Considere um triângulo ABC qualquer. 
1. Prolongue o lado BC e marque um ponto D
2. Prolongue AC e marque um ponto F
3. Trace uma paralela de AB que passe por C (podemos fazer isso pela 21º preposição de Euclides) e marque um ponto G acima do segmento AF e outro ponto E abaixo do segmento AF.
4. Como AB é paralela a CE, pela 29º preposição de Euclides, {\displaystyle A{\hat {B}}C} = {\displaystyle E{\hat {C}}D} e {\displaystyle B{\hat {A}}C}={\displaystyle F{\hat {C}}G}, assim como, {\displaystyle F{\hat {C}}G}={\displaystyle E{\hat {C}}A}, pela 15º preposição de Euclides.
5. Sendo assim, {\displaystyle D{\hat {C}}A} = {\displaystyle A{\hat {B}}C} + {\displaystyle B{\hat {A}}C}, somando {\displaystyle B{\hat {C}}A}, teremos que {\displaystyle A{\hat {B}}C} + {\displaystyle C{\hat {A}}B} + {\displaystyle B{\hat {C}}A} é igual ao um ângulo raso, ou seja 180º.